# Cymbidium wenshanense
Cymbidium wenshanense är en orkidéart som beskrevs av Ying Siang Wu och Fang Yuan Liu. Cymbidium wenshanense ingår i släktet Cymbidium, och familjen orkidéer. Inga underarter finns listade i Catalogue of Life.